# Enargia sia
Enargia sia là một loài bướm đêm trong họ Noctuidae.